# Нейм, Мустафа
Мустафа Нейм (фр. Moustapha Name; род. 5 мая 1995, Дакар) — сенегальский футболист, полузащитник клуба «Пафос» и сборной Сенегала.

## Клубная карьера
Нейм начал профессиональную карьеру в клубе «Дуан». В 2016 году он дебютировал за основной состав. В 2018 году Нейм перешёл во французский «По». 3 августа в матче против «Мариньян Жиньяк» он дебютировал в Лиге 3. 26 января 2019 года в поединке против «Лион Ла Дюше» Мустафа забил свой первый гол за «По». Летом 2020 года Нейм перешёл в «Париж». 22 августа в матче против «Шамбли» он дебютировал в Лиге 2. В поединке против «Амьена» Мустафа забил свой первый гол за «Париж».
Летом 2022 года Нейм перешёл в кипрский «Пафос». 10 сентября в матче против «Акритас Хлоракас» он в дебютировал в чемпионате Кипра. В этом же поединке Мустафа забил свой первый гол за «Пафос».

## Международная карьера
5 июня 2021 года в товарищеском матче против сборной Замбии Нейм дебютировал за сборную Сенегала. В начале 2022 года Мустафа выиграл Кубок Африки в Камеруне. На турнире он был запасным и на поле не вышел.

## Достижения
Сенегал
- Обладатель Кубка Африки: 2021